# ReStructuredText
reStructuredText è un linguaggio di markup caratterizzato da un'elevata leggibilità a livello di codice sorgente. Il parser alla base di reStructuredText è una componente del framework Docutils, scritto nel linguaggio di programmazione Python e progettato per la gestione del testo.
reStructuredText è spesso abbreviato in RST, reST o ReST.

## Esempi di markup
```
Titoli:

 Titolo di sezione
 ==================
 
 Sottotitolo di sezione
 -----------------------

Liste:

 - Elemento di una lista puntata
 
 - Secondo elemento
 
   - Sottoelemento
 
 - Terzo elemento

 1) Elemento di una lista numerata
 
 2) Secondo elemento
 
    a) Sottoelemento
 
       i) Sotto-sottoelemento
 
 3) Terzo elemento

Link titolati:

 Frasi con link a Google_ e all' `archivio kernel Linux`_.
 
 .. _Google: http://www.google.com/
 .. _archivio kernel Linux: http://www.kernel.org/

Link anonimi:

 Un'altra frase con un link `anonimo al sito web di Python`__.
 
 __ http://www.python.org/

```